# Vetoquinol
Vetoquinol est un laboratoire pharmaceutique vétérinaire, à destination des animaux de production et de compagnie.

## Activité

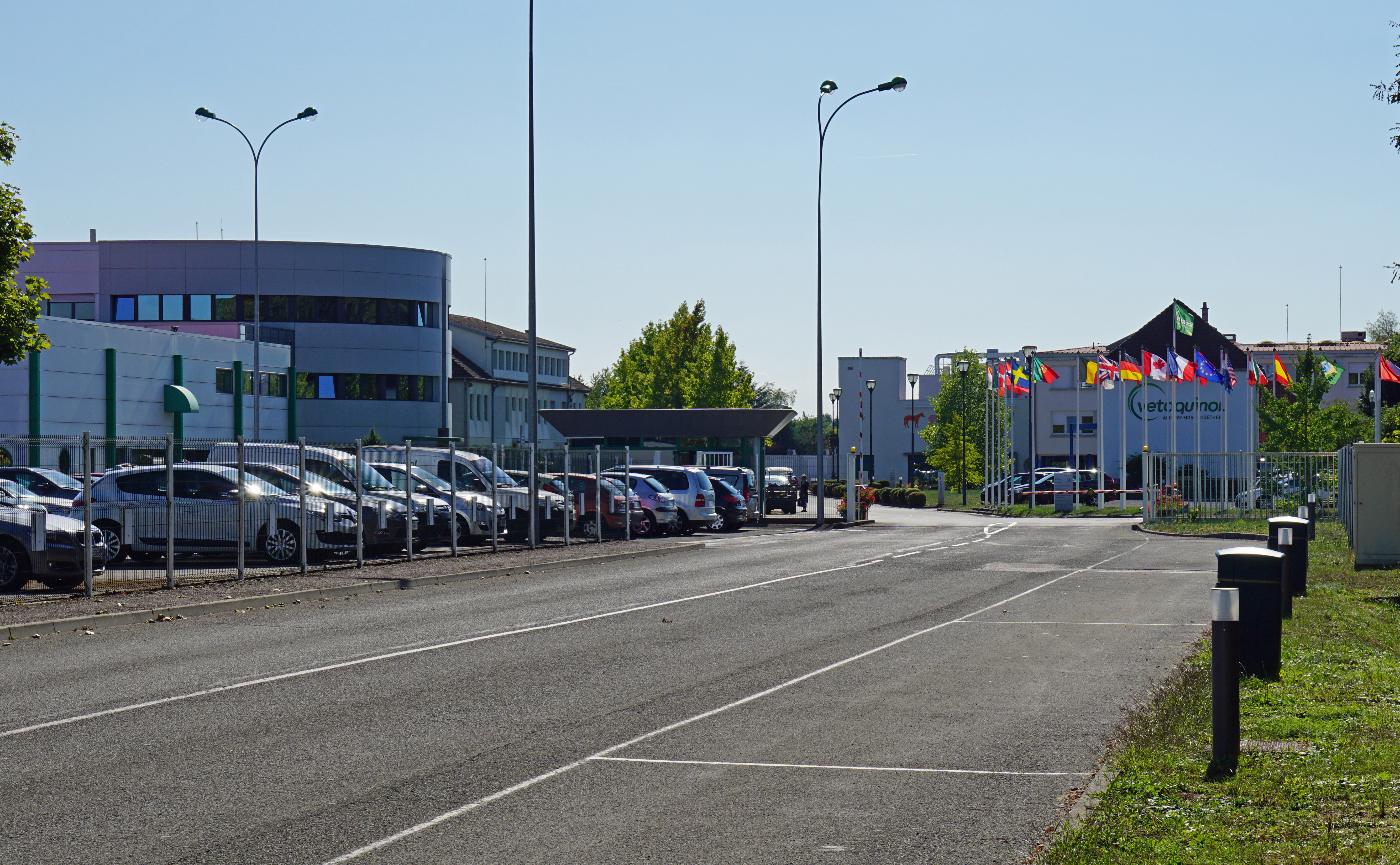
Le siège de Magny-Vernois.

Vetoquinol développe et commercialise des médicaments vétérinaires et des produits non médicamenteux à destination des animaux de production (bovins, porcs) et des animaux de compagnie (chiens, chats). Vetoquinol est présent dans quatre segments stratégiques : antiparasitaires, mobilité, dermatologie et vaches laitières. Vetoquinol est impliqué dans les solutions nutritionnelles proposées pour les chevaux, avec la gamme Equistro. 
Ce groupe familial, basé à Magny-Vernois, dans la Haute-Saône est le 8e laboratoire mondial et réalise plus de 80 % de son chiffre d’affaires à l’international. Le groupe distribue aujourd’hui ses produits dans une centaine de pays (Europe, Amériques, Asie/Pacifique), en s’appuyant sur présence ciblée dans 24 pays les plus importants de la santé animale.
En 2019, le groupe possède sept sites industriels : deux en France, deux au Brésil, un au Canada, un en Italie et un en Pologne, pour une production annuelle de 10 000 tonnes de produits.
C'est la seconde entreprise du département de la Haute-Saône.

## Histoire
Les Laboratoires Biochimiques de l'Est sont créés en 1933 par Joseph Frechin à Lure (Haute-Saône), avec la mise au point d'un premier produit vétérinaire, le vétoquinol, un antiseptique basé sur l'Oxyquinoléine. L'entreprise est spécialisée au départ dans la pharmacie humaine. En 1962, Vétoquinol S.A. est créée, dédiée exclusivement à la santé animale, le siège et l'usine sont implantés à Magny-Vernois.
En 2006, Vétoquinol est introduit sur Euronext Paris.

Logo avant 2015.

## Actionnaires
Liste des principaux actionnaires au 24 avril 2022 :
| Nom                                 | Actions   | %      |
| ----------------------------------- | --------- | ------ |
| Famille Frechin                     | 7 950 213 | 66,9 % |
| Fidelity Management & Research      | 406 342   | 3,42 % |
| Oddo BHF Asset Management           | 327 192   | 2,75 % |
| Invesco Advisers                    | 168 850   | 1,42 % |
| BNP Paribas Asset Management France | 131 951   | 1,11 % |
| Degroof Petercam Asset Management   | 123 835   | 1,04 % |
| The Vanguard Group                  | 96 963    | 0,82 % |
| BFT Investment Managers             | 86 000    | 0,72 % |
| Santander Asset Management          | 73 271    | 0,62 % |
| Fourton Fund Management             | 65 846    | 0,55 % |